# Coelogyne rigidiformis
Coelogyne rigidiformis är en orkidéart som beskrevs av Oakes Ames och Charles Schweinfurth.
Coelogyne rigidiformis ingår i släktet Coelogyne och familjen orkidéer. Inga underarter finns listade i Catalogue of Life.